# Tarumi Tetsudō
Die Tarumi Tetsudō (jap. 樽見鉄道株式会社 Tarumi Tetsudō kabushiki-gaisha), auch unter der Abkürzung Tarutetsu (樽鉄) bekannt, ist eine japanische Bahngesellschaft mit Sitz in Motosu in der Präfektur Gifu. Sie betreibt die Tarumi-Linie, die Ōgaki mit Motosu verbindet.

## Unternehmen
Bei der Tarumi Tetsudō handelt es sich um ein so genanntes „Unternehmen des dritten Sektors“, einer Kooperation zwischen der öffentlichen Hand und Privatunternehmen. Die wichtigsten Aktionäre sind die auf Güterverkehr spezialisierte Bahngesellschaft Seinō Tetsudō (50,8 %), das zum Sumitomo-Konzern gehörende Zementunternehmen Sumitomo Osaka Cement (24,0 %), die Präfektur Gifu (12 %), die Stadt Ōgaki (7,0 %) und die Stadt Motosu (3,0 %).

## Fahrzeuge
Die Tarumi Tetsudō verfügte im Jahr 2024 über insgesamt sechs Dieseltriebwagen für den Personenverkehr. Es handelt sich dabei um drei Fahrzeuge der Baureihe Hymo 330 von Niigata Transys aus den Jahren 2010 bis 2018 sowie um drei Fahrzeuge der Baureihe Hymo 295 von Fuji Heavy Industries aus den Jahren 1999 bis 2005. Hinzu kommt ein dieselbetriebener Schneeräumungswagen des Typs DB1, der 1984 von Fuji Heavy Industries gebaut und von der 2006 stillgelegten Kamioka-Linie übernommen wurde. In der Vergangenheit besaß die Tarumi Tetsudō eigene Diesellokomotiven für den Güterverkehr.

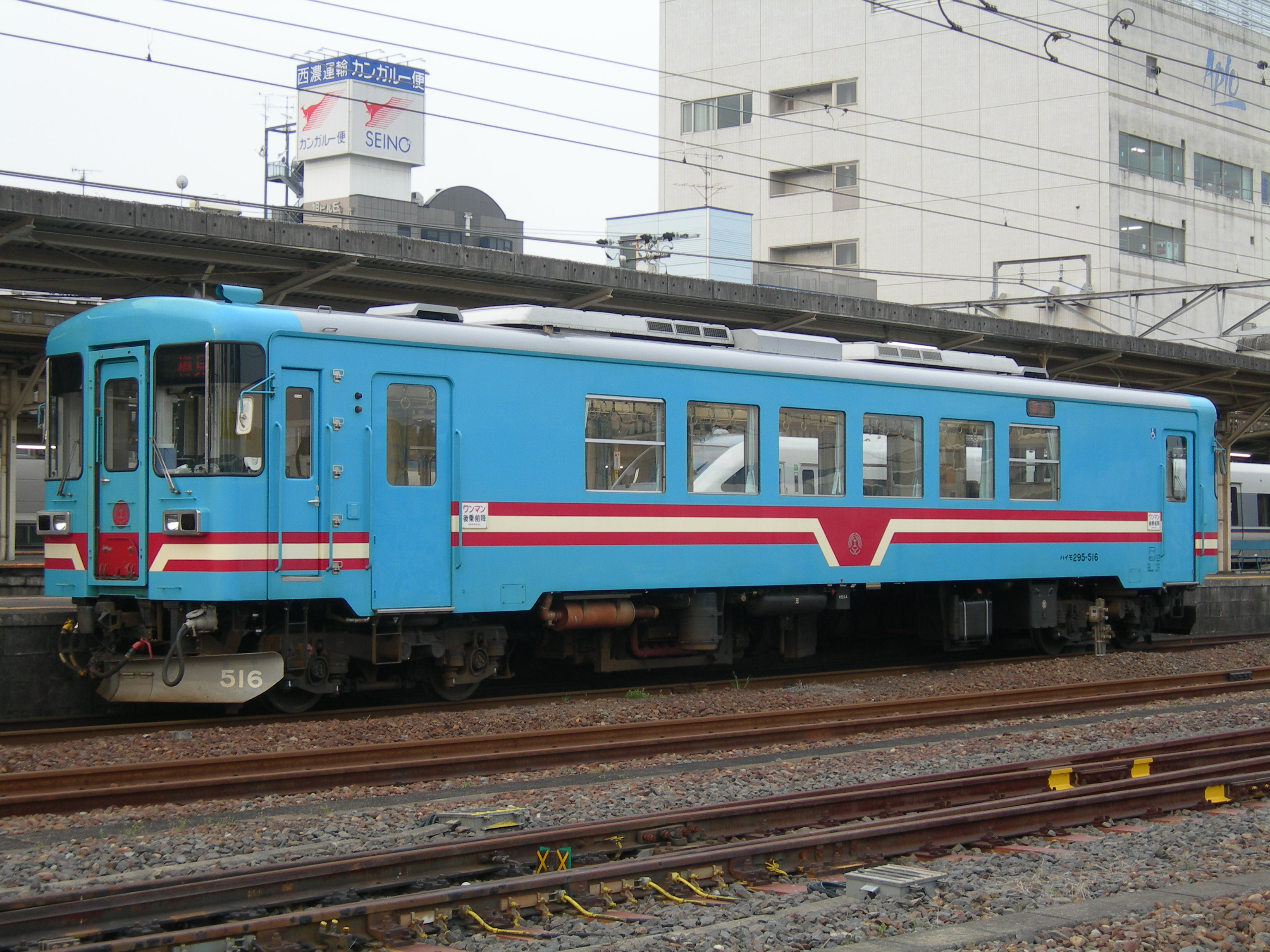
Triebwagen Hymo 295-516
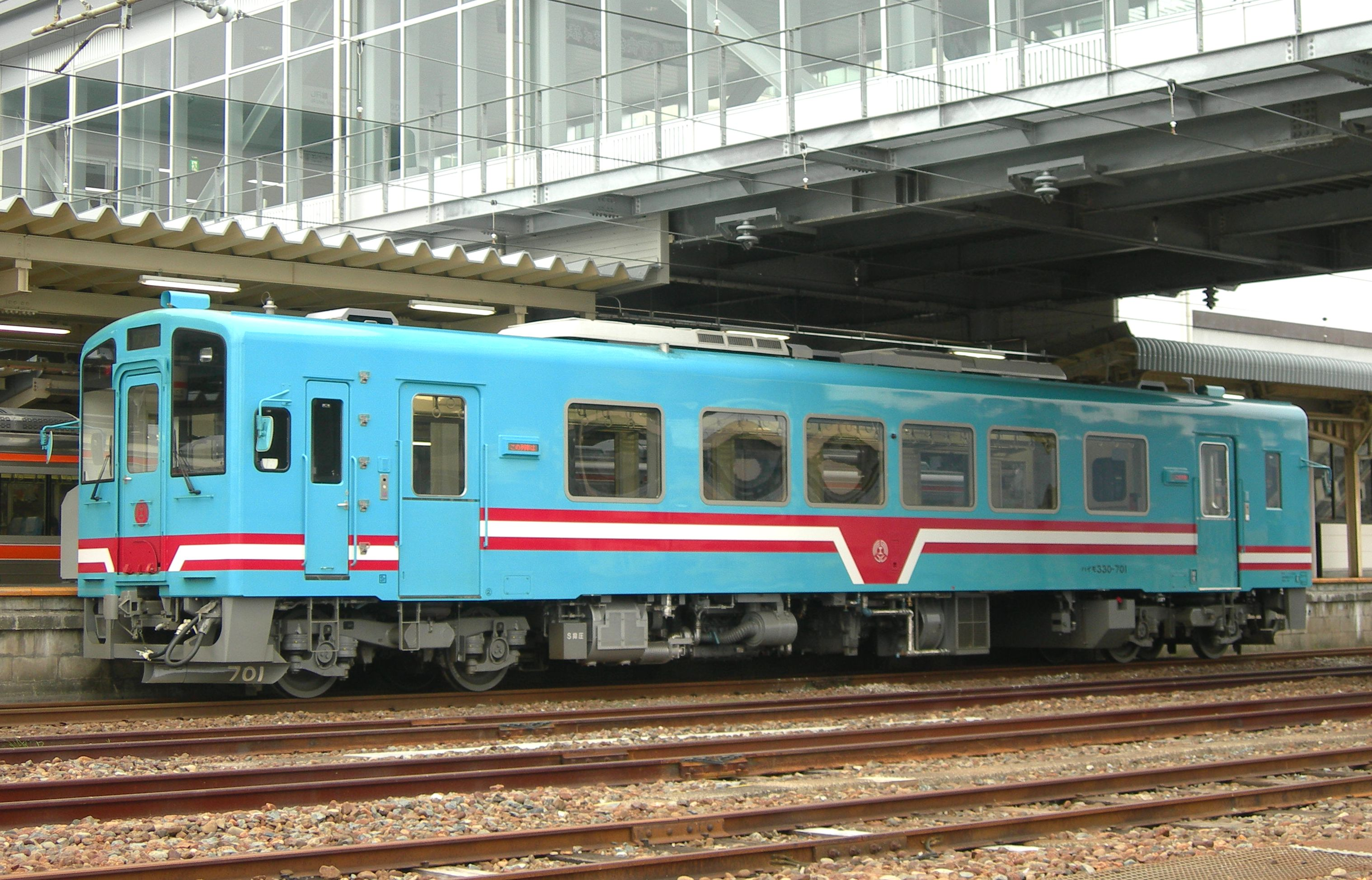
Triebwagen Hymo 330-701
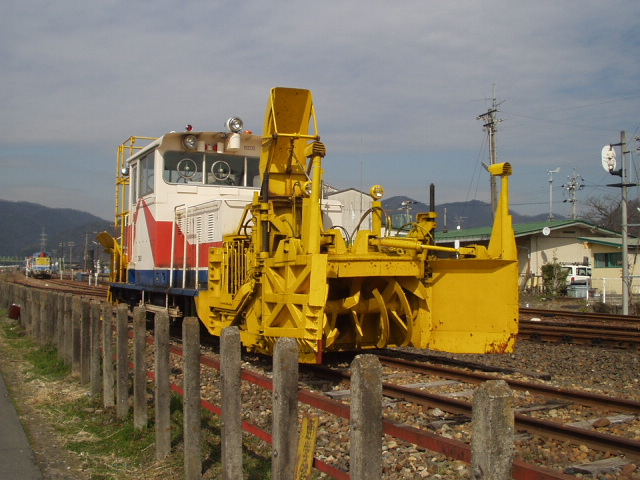
Schneeräumungswagen DB1
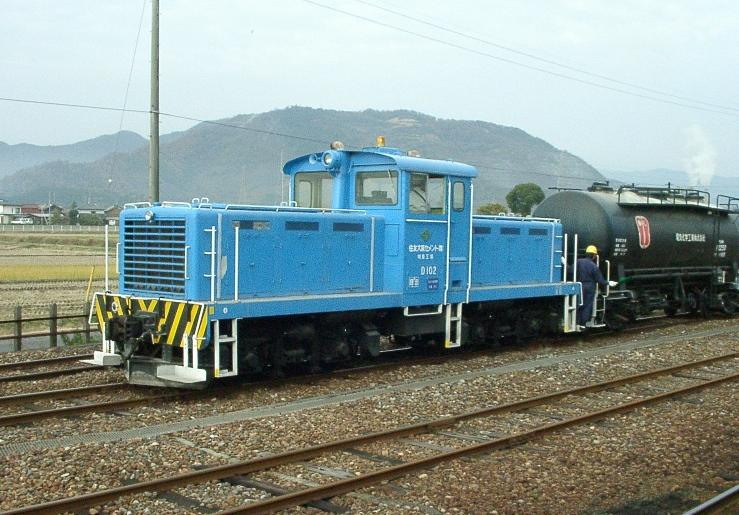
Rangierlokomotive D102

## Geschichte
Am 1. Februar 1984 erfolgte die Gründung der Tarumi Tetsudō, die am 6. Oktober desselben Jahres von der Japanischen Staatsbahn die Tarumi-Linie übernahm. Da der Schienengüterverkehr zu Beginn einen großen Teil der Einnahmen ausmachte, machte es sich der erste Präsident Keiji Hayashi zur Aufgabe, dereinst Dividenden auszuzahlen, um so das Ansehen des Unternehmens als Aktiengesellschaft zu stärken. Der bedeutendste Kunde war Sumitomo Osaka Cement, das in der Nähe von Motosu ein Zementwerk betrieb und auch zu den größten Anteilseignern der Bahngesellschaft gehörte. Im Februar 2004 teilte es jedoch mit, dass es die Strecke nicht mehr für den Zementtransport nutzen werde. So verkehrte der letzte mit Zement beladene Güterzug am 28. März 2006.
Der Wegfall des wichtigsten Kunden führte zu einem markanten Rückgang der Einnahmen. Obwohl die Bahngesellschaft ab 2005 von den fünf Städten und Gemeinden entlang der Strecke eine finanzielle Unterstützung in Höhe von rund 100 Millionen Yen pro Jahr erhielt und an einem Plan zur Verbesserung der finanziellen Situation arbeitete, blieb ein strukturelles Defizit bestehen. Deshalb gab es Befürchtungen, dass die Strecke stillgelegt werden könnte. Die Tarumi Tetsudō baute ihr Angebot im touristischen Ausflugsverkehr aus und nahm im April 2006 einen neuen Haltepunkt unmittelbar neben dem Einkaufszentrum Morera-Gifu in Betrieb, der sich zu einem der umsatzstärksten der gesamten Strecke überhaupt entwickelte. Andererseits traf die Bahngesellschaft verschiedene Maßnahmen, um den Betrieb zu rationalisieren und so die Unterstützungsbeiträge durch Präfektur und Gemeinden zu senken. Ab 2013 konnten wieder schwarze Zahlen geschrieben werden.